# Detector d'ionització gasosa

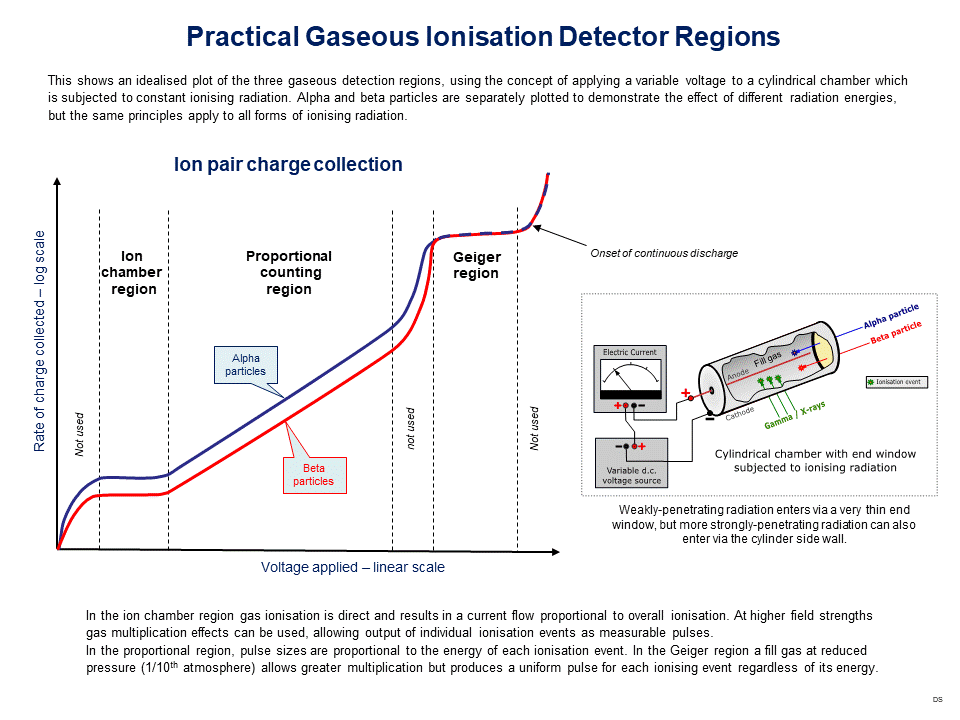
Gràfic de la variació del corrent de parells d'ions respecte al voltatge aplicat per un detector de radiació gasosa cilíndric

Un detector d'ionització gasosa és un instrument de detecció de radiació l'objectiu del qual és detectar la presència de partícules ionitzants en física de partícules i, en general, mesurar la radiació ionitzant.
Els detectors d'ionització gasosa fan servir l'efecte ionitzant de la radiació sobre un sensor emplenat de gas. Si la partícula té prou energia per ionitzar un àtom o molècula de gas, els electrons i ions resultants produeixen un flux de corrent mesurable.
Formen un grup important d'instruments utilitzats per la detecció i mesura de la radiació. N'hi ha tres tipus bàsics:
- Cambra d'ionització
- Comptador proporcional
- Tub de Geiger-Müller

Una aplicació molt habitual és la de detectors de fum.